# Associazione Sportiva Aosta 1941-1942
Questa voce raccoglie le informazioni riguardanti l'Associazione Sportiva Aosta nelle competizioni ufficiali della stagione 1941-1942.

## Rosa
| N. |                   | Ruolo | Calciatore       |
| -- | ----------------- | ----- | ---------------- |
|    | Italia (bandiera) | D     | Paride Anceschi  |
|    | Italia (bandiera) | C     | Atair Bosonetto  |
|    | Italia (bandiera) | P     | Tonino Cigarini  |
|    | Italia (bandiera) | A     | Piero Costa      |
|    | Italia (bandiera) | C     | Sergio De Candia |
|    | Italia (bandiera) | A     | Aldo Ferigo      |
|    | Italia (bandiera) | P     | Zaverio Fuccelli |
|    | Italia (bandiera) | A     | Gino Gandolfi    |

| N. |                   | Ruolo | Calciatore           |
| -- | ----------------- | ----- | -------------------- |
|    | Italia (bandiera) | C     | Giovanni Giovannetti |
|    | Italia (bandiera) | A     | Valerio Giovanola    |
|    | Italia (bandiera) | D     | A. Grassis           |
|    | Italia (bandiera) | D     | Michele Gusmeroli    |
|    | Italia (bandiera) | C     | Mario Malatesta      |
|    | Italia (bandiera) | D     | Rino Nicoli          |
|    | Italia (bandiera) | C     | Alfonso Pagliani     |